# Rebordondo (Monterrey)
Rebordondo (llamada oficialmente San Martiño de Rebordondo) es una parroquia despoblada, del municipio español de Monterrey, en la provincia de Orense, Galicia.

## Toponimia
La parroquia también es conocida por el nombre de San Martín de Rebordondo.

## Organización territorial

### Despoblado
Despoblado que forma parte de la parroquia:
- Paradiña